# Sturmhaubitze 42
A Sturmhaubitze 42 (Sd.Kfz. 142/2) egy német második világháborús rohamlöveg volt, melyet a StuG III-ból fejlesztettek ki 1942-ben. A járművet gyalogsági támogatásra szánták.

## Leírás
A háború előrehaladtával a 7,5 cm-es rohamlövegek tűzereje egyre kevésbé volt elegendő eredeti (támogató) feladatuk ellátásához. Ezért a 7,5 cm-es StuK 40 löveget a 10,5 cm-es, L/28-as csőhosszúságú leFH 18 tarackra cserélték (ugyanezt a löveget használták fel a Wespe önjáró lövegekhez is). Az új jármű, amelynek lövegét leszámítva szinte minden egyes alkatrésze megegyezett a StuG III Ausf. G-vel, a Sturmhaubitze 42 (StuH 42) típusjelzést és az Sd.Kfz. 142/2-es típus-sorszámot kapta. A 10,5 cm-es tarack maximális elméleti lőtávolsága 12 325 méter volt, amit azonban sosem használtak ki, mivel szinte mindig közvetlen irányzással, alacsony szögtartományban tüzeltek vele. A Sturmhaubitze 42 igen hatékony fegyvernek bizonyult: 10,5 cm-es, 15,55 kg-os (ebből 1,38 kg robbanóanyag) Sp.Gr. 34 típusú gránátja 40 méteres körzetben fejtett ki hatékony repeszhatást, amely a StuG III-as rohamlövegeknél alkalmazott 7,5 cm-es, 5,74 kg-os (ebből 0,68 kg robbanóanyag) hasonló típusú gránátjának 15 méteres teljesítményéhez képest jelentős előrelépést jelentett. A StuH 42 tehát kiváló gyalogsági támogató fegyvernek bizonyult.
A StuH 42-es lőszer-javadalmazásának a 26 Sp.Gr. 34 típusú repesz-romboló gránátja mellé 10 darab kumulatív-töltetű páncéltörő-gránát is tartozott: míg a Gr. 39 rot/HL/B maximálisan 90 mm, addig a Gr. 39 rot/HL/C 100 mm páncélzatot volt képes „átégetni” a lőtávolságtól függetlenül. Komoly gondot okozott azonban a lövedékek rendkívül alacsony kezdősebessége (495 m/s), aminek következtében mozgó célpontok (pl. harckocsik) ellen csupán 500 méternél kisebb távolságból lehetett hatékonyan alkalmazni. A problémát tovább fokozta a tarack alacsony tűzgyorsasága (3-5 lövés/perc) is. A StuH 42-es viszonylag gyenge páncélzata miatt nem, vagy csak végszükség esetén engedhette meg magának azt a „luxust”, hogy egy harckocsit 500 méternél közelebb engedjen magához. A rohamtarack a StuG III-al ellentétben tehát páncélhárító szerepkörben igencsak korlátozott mértékben volt alkalmazható.
1942 és 1945 között összesen 1212 darab StuH 42-es rohamtarack készült. A típust gyakorlatilag módosítás nélkül gyártották egészen 1944 szeptemberéig, amikor is felhagytak a csőszájfék alkalmazásával.

## Galéria

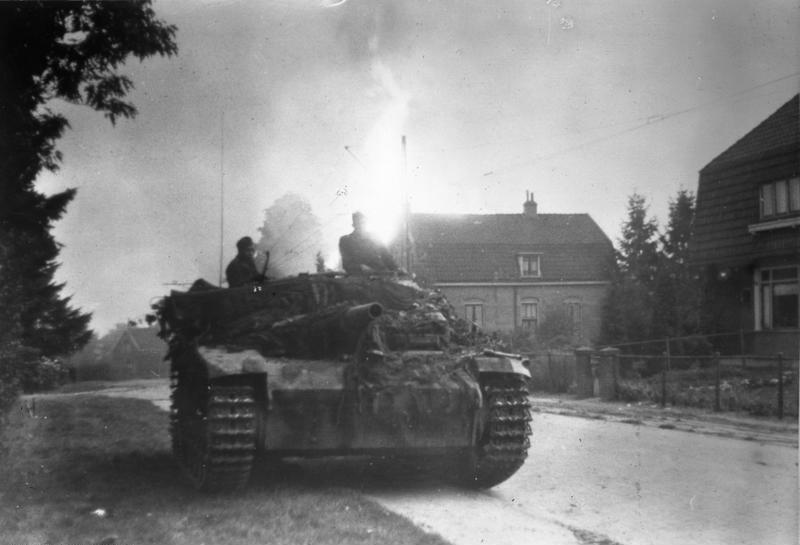
Egy StuH 42 akcióban a holland Arnhem városában a Market Garden hadművelet összecsapásai közben 1944 szeptemberében.
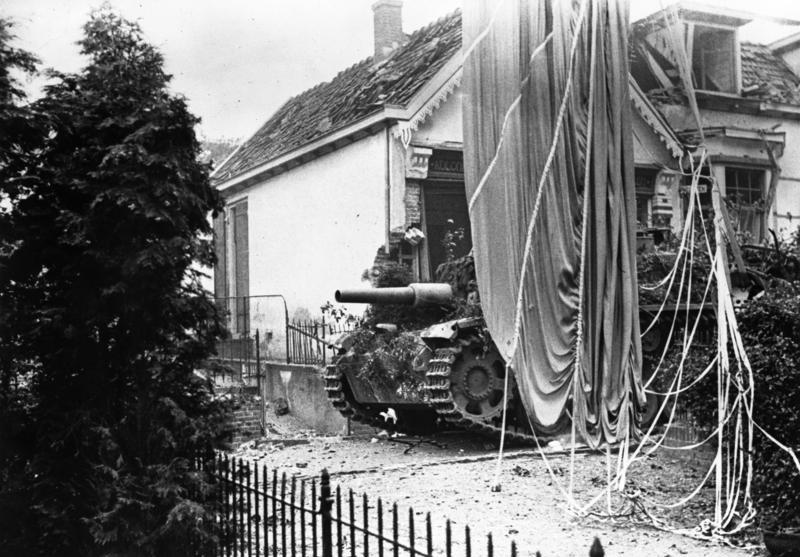
StuH 42 fedezékben 1944, Arnhem 1944 (Hollandia).
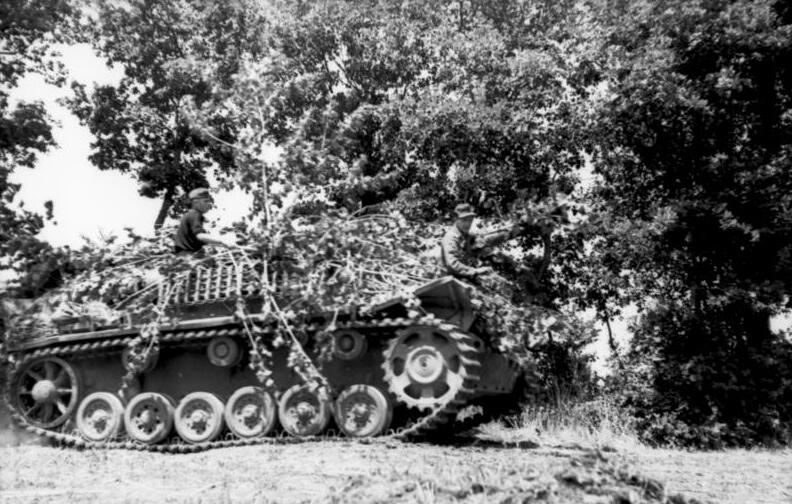
Álcázott StuH 42 menet közben az olasz fronton 1944-ben.
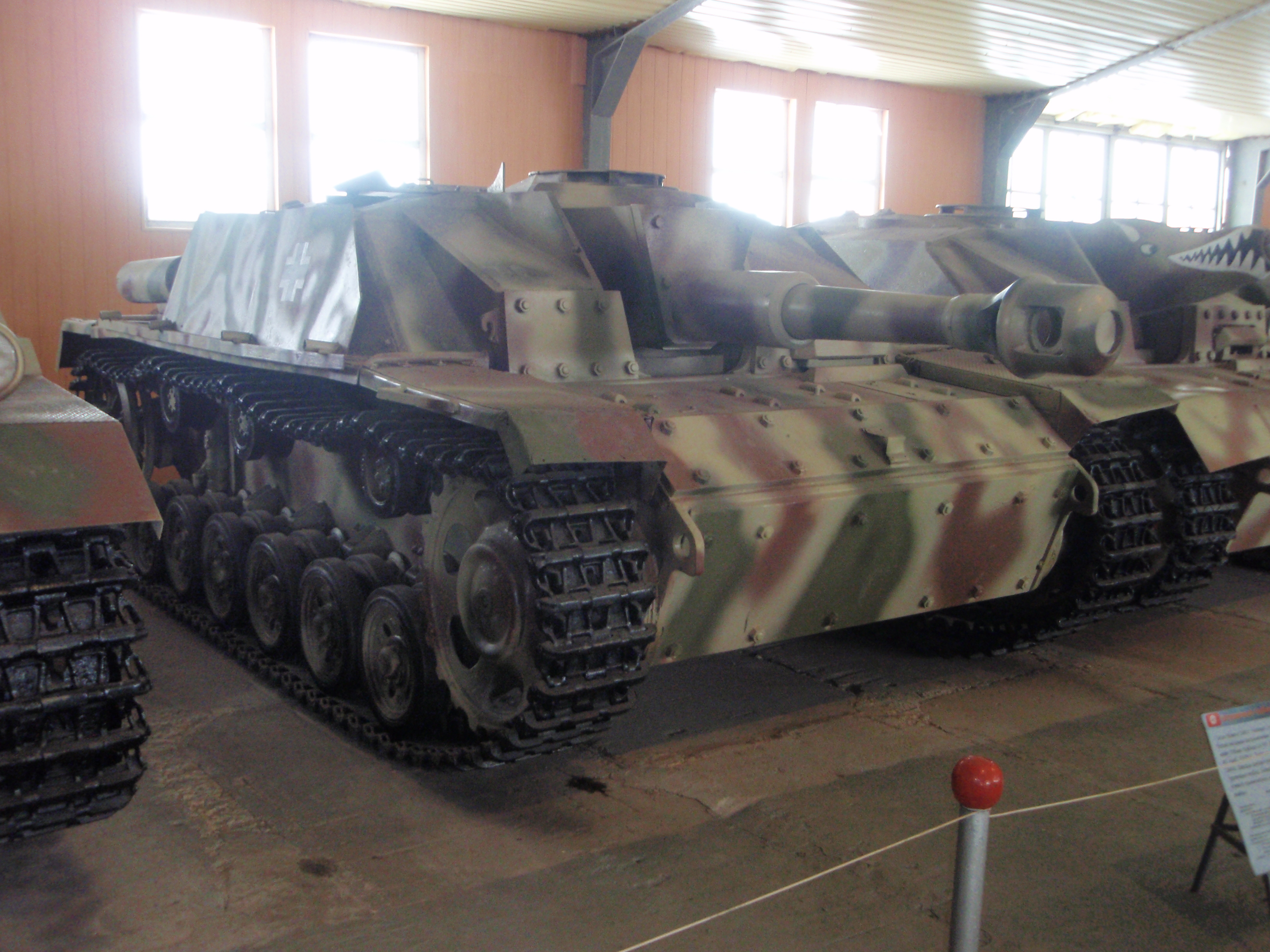
StuH 42 Ausf. G a kubinkai múzeumban.

## Lásd még
- Semovente 105/25
- Stormartillerivagn m/43
- SZU–85